# Tamaz Meliawa
Tamaz Meliawa (gruz. თამაზ მელიავა, ros. Тамаз Георгиевич Мелиава Tamaz Gieorgiewicz Meliawa; ur. 23 grudnia 1929 w Tyflisie, zm. 27 sierpnia 1972) – radziecki reżyser narodowości gruzińskiej.
W 1959 roku ukończył WGIK i wraz z Eduardem Abałowem nakręcił komedię U tichoj pristani. W tym samym roku wyreżyserował film Prostaja wieszcz, do którego współtworzył również scenariusz. W 1963 roku wraz z Eldarem Szengelaią nakręcił Białą karawanę, która uczestniczyła w konkursie głównym na festiwalu w Cannes. W 1966 roku nakręcił Londre, który również zdobył popularność na terenie kraju. Następnie zaczął pracę nad filmem Mcwaris motaceba na podstawie powieści Konstantina Gamsachurdii, który ostatecznie ukazał się w dwóch częściach w 1973 roku. Współtworzył również scenariusze do filmów Kto pridumał koleso? (1966) i Naszyjnik mojej ukochanej (1971).
Jego filmy charakteryzowały się subtelnym i nietypowym humorem oraz dobrze dobraną obsadą aktorską.